# Didier-Georges Gabily
 (août 2024).
Si vous disposez d'ouvrages ou d'articles de référence ou si vous connaissez des sites web de qualité traitant du thème abordé ici, merci de compléter l'article en donnant les références utiles à sa vérifiabilité et en les liant à la section « Notes et références ».
Didier-Georges Gabily (Saumur, 26 août 1955 - Paris 13e, 20 août 1996) est un écrivain et homme de théâtre français : romancier, auteur dramatique, metteur en scène, directeur du Groupe T'chan'G!. Ses romans et ses pièces, son journal et ses notes de travail sont publiés aux éditions Actes Sud. Les inédits (théâtre, roman, poésie, cinéma, et autres textes) sont consultables à l'IMEC (Institut Mémoire de l'Édition Contemporaine, Abbaye d'Ardenne).
Son nom est souvent associé à ceux de Jean-Luc Lagarce et Bernard-Marie Koltès, morts prématurément comme lui à la quarantaine.
Comme celles d’Heiner Müller, les grandes pièces de Gabily sont des réécritures contemporaines d'anciens mythes ou de figures de la culture européenne : Hölderlin, Don Juan, Ulysse, Phèdre.

## Biographie
Didier-Georges Gabily est né le 26 août 1955 à Saumur. Il passe son enfance et son adolescence à Tours. 
Il interrompt volontairement ses études secondaires en 1971 ; exerce divers métiers, acquérant en autodidacte une culture littéraire, philosophique, picturale et cinématographique ; débuts d'une activité d'écriture régulière.
Il est acteur au début des années soixante-dix. Il joue notamment dans le Nuage amoureux de Nazim Hikmet mis en scène par Mehmet Ulusoy, dans la Périchole mise en scène au Théâtre de l'Unité par Jacques Livchine, et dans Si l’été revenait d’Arthur Adamov sous la direction de Gilles Chavassieux. 
C'est là qu'il rencontre Bernard Dort, à qui il fait lire son premier texte de théâtre, Chute du rien : "une pièce pléthorique avec quarante personnages, une pièce sur le rêve, sur l'impossibilité de rêver le monde, une pièce qui se demandait ce que l'on pouvait bien faire avec le théâtre en dehors de ce foutu théâtre du quotidien omniprésent à l'époque". B. Dort reconnaîtra immédiatement en D.-G. Gabily "un des artisans les plus aigus et les plus exigeants de notre temps".
En 1974, il rencontre le directeur du Centre Dramatique de Tours, André Cellier, qui lui confie une partie du travail avec les acteurs. Et en 1978, il met en scène "Tambours dans la nuit" de Brecht, à Paris, au Dix-Huit Théâtre. 
Il sort très endetté d'un travail qu'il a, dit-il, peu aimé… Par ailleurs, ses pièces commencent à intéresser Théâtre Ouvert. L'une d'elles, "L'Emploi du Temps", est mise en scène par le Théâtre de l'Est Lyonnais. Ce qu'il voit de la mise en scène (il sort au bout de dix minutes) est pour lui une véritable déception : il juge la mise en scène "totalement décorative et absconse", et il ne reconnaît pas le texte qu'il a écrit. Première grande coupure, motrice, fondamentale. Années d'errance.
En 1982, au Mans, il rencontre Le Théâtre du Radeau et François Tanguy (à qui il dédicacera plus tard "Enfonçures"). 
André Cellier est nommé au Centre Dramatique du Maine et lui propose de s'y intégrer. D.-G. Gabily acceptera ses commandes d'écriture ("Scarron", 1983, "Le Jeu de la commune", 1986), et exprimera le souhait de travailler essentiellement sur un atelier. Il repartira quelques mois plus tard, en désaccord artistique et ne trouvant pas sa place dans ce type d'institution.
Les années qui suivent, il organise régulièrement des rencontres avec des acteurs sur des périodes de quatre ou cinq mois. Il pose ainsi les premiers jalons d'une expérience limite et souvent radicale. Le premier Groupe T'chan'G naîtra de ces rencontres régulières.
En 1986, il monte "L'Echange" de Claudel dans le garage souterrain du Centre Dramatique du Maine, prêté par A. Cellier. C'est le premier travail dont il est fier, avec des acteurs qu'il aime.
Si ce n'est par l'intermédiaire des acteurs de "L'Echange" qui, entrés dans les écoles nationales (TNS, Chaillot) continueront à fréquenter l'atelier qu'il dirige, il n'entretient presque plus aucun contact avec le théâtre. 
Entre pièces de commande ("Evénements", 1988), scénarios et petits métiers, il se consacre à l'écriture (son premier roman, "Physiologie d'un accouplement", paraît chez Actes Sud en 1988) et à la formation d'acteurs. 
Il organise régulièrement des stages tous les étés, le groupe d'acteurs s'étoffe de gens qui lui sont présentés par les acteurs de "L'Echange". 
Après les "Travaux Orestiens" (d'après "L'Orestie" d'Eschyle, traduction Paul Claudel), en 1989, ceux-ci lui proposent de monter "Scarron". Il refuse tout en leur promettant d'écrire un texte pour eux, une pièce "qui soit à leur bouche et qui, dans le même temps, pose des questions dramaturgiques fortes". Dans ce but, il leur demande de travailler avec lui encore deux ans sans organiser de représentation publique. Le Groupe T'chan'G! est créé. 
D.-G. Gabily dirige toujours l'atelier de formation pendant que le premier groupe d'acteurs s'engage avec lui dans un long travail sur cinq "Phèdre(s) et Hippolyte(s)" (Euripide, Sénèque, Garnier, Racine, Ritsos) entre 1990 et1991, pendant qu'il écrit "Violences". Dans le même temps, il a terminé l'écriture d' "Ossia, variations à la mémoire d'Ossip et Nadejda Mandelstam, pour A. Cellier et H. Roussel, qui lui ont commandé la pièce, que D.-G. Gabily met en scène au Théâtre Poche Montparnasse en 1990, puis au TNS en 1991. Il a également achevé l'écriture d'un nouveau roman, "A trois voix". 
L'éditeur refuse le manuscrit dans son intégralité mais publie un des récits : "Couvre-feux" (Actes Sud, 1990).
Enfin Violences (un diptyque) est créé au Théâtre de la Cité internationale, en septembre 1991. C'est la première manifestation publique du groupe T'chan'G!, d'une durée de plus de sept heures (voir l'article de Jean-Pierre Thibaudat, Libération du 10 octobre 1991).
Tandis que la guerre du Golfe éclate, il écrit "Enfonçures" (oratorio-matériau) et "L'Au-delà" (roman) qui paraît en 1992. Il écrit une pièce sur le mythe de Dom Juan, commandée par Anne Torrès : "Chimère et autres bestioles", traversée, elle, par la guerre des Balkans.
En 1992 et 1993, le Groupe T'chan'G! dans son entier (l'atelier de formation d'acteurs ET le groupe d'acteurs professionnels) est accueilli au Théâtre de la Bastille et au Festival d'Avignon pour deux créations : "Des Cercueils de zinc", d'après le recueil de témoignages sur la guerre d'Afghanistan de Svetlana Alexievitch, et "Enfonçures", qui entremêle le récit des derniers jours de la vie de Hölderlin avec les premiers jours de la guerre du Golfe.
À deux reprises, en 1993, puis en 1995, le Théâtre National de Bretagne propose à D.-G. Gabily de faire travailler les élèves de l'école. L'occasion pour lui de poursuivre l'atelier : "Qu'est-ce qu'une écriture? Comment se fabrique un texte? Qu'est-ce que la poétique?" sont pour lui des questions essentielles. Il s'agit de "tenter de faire accéder les acteurs à la poétique du texte avant même de les faire accéder au sens". Ils travaillent sur l'alexandrin, la langue de Garnier, de Müller, d'Eschyle… Un des deux ateliers sera présenté à La Passerelle, Scène Nationale de Saint-Brieuc : "Les Juifves", de Robert Garnier (janvier 1993).
Il écrit "TDM3 (Théâtre du Mépris 3)" en 1994, en réponse à une commande de Christian Colin, en référence au film de Godard et au roman d'Alberto Moravia. "Je vais parler d'amour au théâtre", note-t-il, "Ce sera l'acte des bêtes / C'est le voyage d'Ulysse que je vais raconter".
En 1994, il fait partie, avec Michel Azama, Eugène Durif, Roland Fichet, Philippe Minyana, Jean-Marie Piemme et Noëlle Renaude, du comité de rédaction qui fonde la revue Prospero, qui devient Les Cahiers de Prospero, publiée par le Centre National des Écritures du Spectacle. Il y publiera plusieurs textes.
Il n'a pas les moyens pour monter les cinq "Phèdre(s) et Hippolyte(s) dont il avait déjà présenté une ébauche en 1990 (au Mans, dans la salle prêtée par le Théâtre de l'Enfumeraie), et il est contraint d'écrire ce qui s'appellera (à juste de titre, puisqu'il doit écrire au fur et à mesure de la création, la nuit pour les répétitions du lendemain) "Gibiers du Temps" : "un texte générique sur ce que nous sommes, comment nous sommes dans le monde à travers le mythe de Phèdre." Gibiers du temps est créé en 1994-1995 , variation sur le thème mythologique de Phèdre et Hippolyte, avec ses trois « époques » :  Thésée, Voix et Phèdre, fragments d'agonie, où Gabily évoque des figures de la mythologie grecque : Phèdre, Thésée, la Pythie, Hercule, Hermès, les Amazones… et les confronte à notre époque, à la brutalité de notre monde. Chaque pièce a été montée dans un théâtre différent partenaire du projet, où le Groupe T'chan'G était en résidence.
Dominique Pitoiset lui commande une suite à "La Dispute" de Marivaux, ce sera "Contention, un baisser de rideau" (1995). Le texte ne sera pas monté, et sera édité après sa mort.
Didier-Georges Gabily meurt à Paris le 20 août 1996, des suites d’une opération, alors qu’il est depuis juillet en répétition au théâtre des Amandiers à Nanterre avec le Groupe T'chan'G d’un diptyque associant sa propre pièce Chimère et autres bestioles au Dom Juan de Molière. 
Le Groupe T'chan'G décide de poursuivre ce travail de création et joue en octobre  1996 au Théâtre National de Bretagne le spectacle Dom Juan / Chimère, avant de se dissoudre.
Les archives de Didier-Georges Gabily sont déposées à l’IMEC en 2005 ; ce fonds a ensuite été complété par des enregistrements d'émissions radiophoniques sur l'auteur.

## Œuvres

### Théâtre
| Pièce                                                                                               | Date      | Création | Édition                                                    |
| --------------------------------------------------------------------------------------------------- | --------- | --- | ---------------------------------------------------------- |
| Chute du Rien, adapté du Voyage d'Urien d'André Gide                                                | 1977      | Festival d’Avignon, Théâtre Ouvert, m.e.s. Didier-Georges Gabily, 1978                                                                            |                                                            |
| La Maison sans jardin                                                                               | 1979      | Création radio : Nouveau Répertoire Dramatique France Culture, 1980                                                                               |                                                            |
| L'Emploi du temps                                                                                   | 1980      | Lyon, Théâtre de l'Est Lyonnais, m.e.s. Bruno Carlucci, 1980                                                                                      |                                                            |
| Scarron, trois traces improbables, deux fragments cannibales                                        | 1983      | Strasbourg, Théâtre National de Strasbourg, mise en voix par Gabily, 1983                                                                         |                                                            |
| Zoologie                                                                                            | 1984      | |                                                            |
| Le Jeu de la commune, un voyage de plein air                                                        | 1986      | Le Mans, Centre dramatique du Maine, m.e.s. André Cellier, 1986                                                                                   |                                                            |
| Lalla, ou la terreur. Théâtre-roman                                                                 | 1987      | Le Mans, La Fonderie, m.e.s. Jean-François Matignon - Compagnie Fraction, 1998                                                                    | Actes Sud, coll. « Papiers », 1998                         |
| Événements                                                                                          | 1988      | Le Mans, Théâtre de l'Enfumeraie, m.e.s. Pascal Larue, 1988                                                                                       |                                                            |
| Ossia, Variations à la mémoire d'Ossip et Nadejda Mandelstam                                        | 1989      | Paris, Théâtre de Poche Montparnasse, m.e.s. Didier-Georges Gabily, 1989                                                                          | Actes Sud, coll. « Papiers », 2006                         |
| Violences (un diptyque) : Corps et tentations (1990) ; Âmes et demeures (1991)                      | 1990-1991 | Paris, Théâtre de la Cité internationale, Groupe T'Chan'G, m.e.s. Didier-Georges Gabily, 1991                                                     | Actes Sud, coll. « Papiers », 1991                         |
| Enfonçures. Cinq rêves de théâtre en temps de guerre suivis de trois chansons à deux voix. Oratorio | 1991      | Villeneuve-lès-Avignon, La Chartreuse, Groupe T'Chan'G, m.e.s. Didier-Georges Gabily, 1993                                                        | Actes Sud, coll. « Papiers », 1993                         |
| Chimère et autres bestioles (une féerie)                                                            | 1992      | Villeneuve-lès-Avignon, La Chartreuse, mise en lecture, 1992 ; Paris, Conservatoire national supérieur d'art dramatique, m.e.s. Anne Torrès, 1995 | Actes Sud, coll. « Papiers », 1994                         |
| TDM3 - Théâtre du mépris 3                                                                          | 1994      | | Actes Sud, coll. « Papiers », 1999                         |
| Harangue berceuse avec chambre la nuit, télévision et un enfant (malade)                            | 1994      | Paris, Centre National du Théâtre, m.e.s. Frédérique Duchêne et Didier-Georges Gabily, 1995                                                       | Actes Sud, coll. « Papiers », 1994                         |
| Contention                                                                                          | 1994      | | Théâtre contre l'oubli, Actes Sud, coll. « Papiers », 1996 |
| Gibiers du temps - Première époque : Thésée                                                         | 1994      | Brest, Le Quartz, Groupe T'Chan'G, m.e.s. Didier-Georges Gabily, juin 1994                                                                        | Actes Sud, coll. « Papiers », 1995                         |
| Gibiers du temps - Deuxième époque : Voix                                                           | 1995      | Montluçon, Centre Dramatique National, Groupe T'Chan'G, m.e.s. Didier-Georges Gabily, mars 1995                                                   | Actes Sud, coll. « Papiers », 1995                         |
| Gibiers du temps - Troisième époque : Phèdre, fragments d'agonie                                    | 1995      | Rennes, Théâtre National de Bretagne, Groupe T'Chan'G, m.e.s. Didier-Georges Gabily, novembre 1995                                                | Actes Sud, coll. « Papiers », 1995                         |
| Gibiers du temps. Triptyque (intégralité)                                                           | 1994-1995 | Gennevilliers, Théâtre de Gennevilliers, décembre 1995 ; Lille, Théâtre La Métaphore, février 1996                                                | Actes Sud, coll. « Papiers », 1995                         |

### Romans
- Physiologie d'un accouplement, Actes Sud, Arles, 1988.
- Couvre-feux. Récit, Actes Sud, Arles, 1990.
- L’Au-delà, Actes Sud, coll. « Générations », Arles, 1992 ; rééd. Actes Sud, coll. « Babel », Arles, 2005.

### Cinéma et télévision
- Partie de : scénario pour un court-métrage, Venacoproduction, 1987.
- Le Violoncelle : scénario écrit en collaboration avec Pascaline Simar pour un moyen-métrage (24 min 18 s) ; réalisation : Pascaline Simar, Les Productions Cercle Bleu, 1988. Didier-Georges Gabily joue dans le film.
- Interruption Volontaire, 1990
- Voyage dans une toile : scénarios pour la télévision (série de documentaires-fiction consacrés à la peinture),co-auteur, co-directeur d'acteurs, concepteur sonore: Valérie Blanc-Hermeline, réalisation : Philippe Orhendi, Agal Production/FR3, 1990.
- Feux et Anges : scénario pour un long métrage, réalisation Guy Marignagne et Alberto Segales, coproduction franco-espagnole Quetzal Films-Spetimania, 1991.
- Jour de Veille : scénario en collaboration avec Pascaline Simar, 1993.

### Textes et entretiens dans des revues
- « Avignon, c’est-à-dire nulle part… Entretien avec Didier-Georges Gabily », propos recueillis par Jean-Pierre Han, dans Cripure, no 9, 1993, p. 18.
- «  Trois en novembre », dans Les Cahiers de Prospero, no 1, 1994.
- « Cadavres, si on veut », dans Les Cahiers de Prospero, no 3, décembre 1994, p. 11-16.
- « Ange, art, agonie (ébauche 1) », dans Les Cahiers de Prospero, no 6, 1995, p. 47.
- « Architecture, récit, théâtre », dans Les Cahiers de Prospero, no 6, 1995, p. 32.
- « Corps du délit », dans Les Cahiers de Prospero, no 7, mars 1996, p. 56.
- « Est-ce que tout le monde est comme moi ? Ou six commencements pour saluer le sixième solo de Serge Valletti », dans Les Cahiers de Prospero no 7, mars 1996, p. 74.
- « Prendre le pari », entretien avec Claudine Galéa, dans Ubu, no 3, juillet 1996.

## Principales mises en scène d’autres textes
- 1981 : Tambours dans la nuit de Bertolt Brecht, Paris, 18 Théâtre
- 1982 : Hinkemann d’Ernst Toller, Paris, Conservatoire National Supérieur d'Art Dramatique de Paris
- 1986 : L'Echange de Paul Claudel, Le Mans, Centre théâtral du Maine

### avec le Groupe T'Chan'G
- 1989 : Travaux Orestiens, d’après Eschyle et Claudel, Le Mans, Théâtre de l'Enfumeraie
- 1990 : Phèdre(s) et Hippolyte(s), d’après Euripide, Sénèque, Robert Garnier et Yánnis Rítsos, Le Mans, Théâtre de l'Enfumeraie
- 1992 : Des Cercueils de zinc. Un Essai d'effraction, d'après les témoignages de soldats russes revenus d'Afghanistan, recueillis par Svetlana Alexievitch, Paris, Théâtre de la Bastille
- 1993 : Les Juives de Robert Garnier, Saint-Brieuc, École du Théâtre national de Bretagne